# Jovian Hediger
Pour les articles homonymes, voir Hediger.
Jovian Hediger, né le 17 décembre 1990 à Reinach, est un fondeur suisse, spécialiste du sprint.

## Biographie
Membre du club de Bex, il court des compétitions de la FIS depuis la saison 2006-2007, où il prend part au Festival olympique de la jeunesse européenne à Jaca. Il gagne sa première course junior l'hiver suivant, un dix kilomètres classique et prend part aux Championnats du monde junior.
Il fait ses débuts en Coupe du monde en décembre 2009 à Davos et marque ses premiers points deux ans plus tard au sprint libre de Rogla (22e). En 2013, il reçoit sa première sélection majeure aux Championnats du monde de Val di Fiemme, où il arrive 25e du sprint classique. En fin de saison, il se classe notamment septième du sprint de Lahti, soit sa première demi-finale dans la discipline en Coupe du monde.
Il améliore son meilleur résultat lors de la saison 2013-2014 où il atteint la finale du sprint libre de Toblach pour une sixième place. Il participe aussi aux Jeux olympiques de Sotchi en 2014, mais ne passe pas le stade des qualifications. Toblach est aussi le site, où il enregistre le meilleur résultat individuel dans la Coupe du monde avec une quatrième place en décembre 2015. En janvier 2007, il est cinquième dans cette même station italienne, puis se classe onzième du sprint  libre aux Championnats du monde de Lahti.
En 2018, il participe à ses deuxièmes jeux olympiques, à Pyeongchang, se classant 18e du sprint classique.
En 2020-2021, il rejoint de nouveau une finale à Ruka pour terminer sixième et établit son meilleur classement dans la discipline, douzième. À Ulricehamn, associé à Roman Furger sur le sprint par équipes, il finit deuxième et monte donc sur son premier podium à ce niveau. Aux Championnats du monde 2021, à Oberstdorf, il atteint la demi-finale du sprint pour une douzième place finale également.
Il est le cousin d'Erwan Käser, aussi fondeur.

## Palmarès

### Jeux olympiques
| Épreuve / Édition   | Sprint                           | Sprint                           | 15 km                            | 15 km                            | Skiathlon 2 × 15 km | 50 km | Relais | Relais    |
| Épreuve / Édition   | libre                            | classique                        | libre                            | classique                        | Skiathlon 2 × 15 km | 50 km | Sprint | 4 × 10 km |
| JO 2014 Sotchi      | 47e                              | Épreuve inexistante à cette date | Épreuve inexistante à cette date | —                                | —                   | —     | —      | —         |
| JO 2018 Pyeongchang | Épreuve inexistante à cette date | 18e                              | -                                | Épreuve inexistante à cette date | —                   | -     | -      | -         |

### Championnats du monde
| Épreuve / Édition           | Sprint                           | Sprint                           | 15 km                            | 15 km                            | Skiathlon 2 × 15 km | 50 km | Relais | Relais    |
| Épreuve / Édition           | libre                            | classique                        | libre                            | classique                        | Skiathlon 2 × 15 km | 50 km | Sprint | 4 × 10 km |
| Mondiaux 2013 Val di Fiemme | Épreuve inexistante à cette date | 25e                              | —                                | Épreuve inexistante à cette date | —                   | —     | —      | —         |
| Mondiaux 2015 Falun         | Épreuve inexistante à cette date | 21e                              | —                                | Épreuve inexistante à cette date | —                   | —     | —      | —         |
| Mondiaux 2017 Lahti         | 11e                              | Épreuve inexistante à cette date | Épreuve inexistante à cette date | —                                | —                   | —     | —      | —         |
| Mondiaux 2019 Seefeld       | 35e                              | Épreuve inexistante à cette date | Épreuve inexistante à cette date | —                                | —                   | -     | —      | —         |
| Mondiaux 2021 Oberstdorf    | Épreuve inexistante à cette date | 12e                              | -                                | Épreuve inexistante à cette date | —                   | —     | 9e     | -         |

Légende :
- : pas d'épreuve
- — : Non disputée par Jovian Hediger

### Coupe du monde
- Meilleur classement général : 45e en 2021.
- Meilleur résultat individuel : 5e.
- 1 podium en sprint par équipes : 1 deuxième place.

#### Classements en Coupe du monde
| Année     | Classement général final | Classement distance | Classement sprint |
| 2011-2012 | 141e                     |                     | 86e               |
| 2012-2013 | 70e                      |                     | 31e               |
| 2013-2014 | 69e                      |                     | 29e               |
| 2014-2015 | 106e                     |                     | 51e               |
| 2015-2016 | 51e                      |                     | 20e               |
| 2016-2017 | 55e                      |                     | 21e               |
| 2017-2018 | 48e                      |                     | 19e               |
| 2018-2019 | 59e                      |                     | 27e               |
| 2019-2020 | 59e                      |                     | 23e               |
| 2020-2021 | 45e                      |                     | 12e               |

### Coupe OPA
- 1 podium.